# سیارک ۴۳۲۲
سیارک ۴۳۲۲ (به انگلیسی: 4322 Billjackson، نامگذاری:1981EE37) چهار هزار و سیصد و بیست و دومین سیارک کشف شده‌است که در ۱۱ مارس ۱۹۸۱ کشف شد.
قدر مطلق سیارک برابر ۱۴٫۳۰ است.